# Женская сборная Испании по футболу (до 17 лет)
Женская юниорская сборная Испании по футболу — испанская футбольная сборная, выступающая на чемпионатах Европы и мира среди женских команд. Собирается под руководством Королевской Испанской футбольной федерации.

## Участие вЧемпионатах Европы(ЧЕ)
| Организатор и Год | Результат финальных матчей | Результат финальных матчей | Результат финальных матчей | Результат финальных матчей | Результат финальных матчей | Результат финальных матчей | Результат финальных матчей | Результат финальных матчей |    | Результат отборочных матчей | Результат отборочных матчей | Результат отборочных матчей | Результат отборочных матчей | Результат отборочных матчей | Результат отборочных матчей |
| Организатор и Год | Раунд                      | Место                      | И                          | В                          | Н                          | П                          | ГЗ                         | ГП                         | И  | В                           | Н                           | П                           | ГЗ                          | ГП                          |                             |
| ----------------- | -------------------------- | -------------------------- | -------------------------- | -------------------------- | -------------------------- | -------------------------- | -------------------------- | -------------------------- | -- | --------------------------- | --------------------------- | --------------------------- | --------------------------- | --------------------------- | --------------------------- |
| Швейцария 2008    | Не квалифицировалась       | Не квалифицировалась       | Не квалифицировалась       | Не квалифицировалась       | Не квалифицировалась       | Не квалифицировалась       | Не квалифицировалась       | Не квалифицировалась       | 3  | 1                           | 2                           | 0                           | 14                          | 2                           |                             |
| Швейцария 2009    | Финал                      |                            | 2                          | 1                          | 0                          | 1                          | 2                          | 7                          | 6  | 6                           | 0                           | 0                           | 22                          | 2                           |                             |
| Швейцария 2010    | Финал                      |                            | 2                          | 1                          | 1                          | 0                          | 3                          | 0                          | 6  | 4                           | 2                           | 0                           | 33                          | 3                           |                             |
| Швейцария 2011    | Финал                      |                            | 2                          | 2                          | 0                          | 0                          | 4                          | 0                          | 6  | 5                           | 0                           | 1                           | 25                          | 4                           |                             |
| Швейцария 2012    | Не квалифицировалась       | Не квалифицировалась       | Не квалифицировалась       | Не квалифицировалась       | Не квалифицировалась       | Не квалифицировалась       | Не квалифицировалась       | Не квалифицировалась       | 6  | 5                           | 0                           | 1                           | 29                          | 5                           |                             |
| Швейцария 2013    | Матч за 3 место            |                            | 2                          | 1                          | 1                          | 0                          | 6                          | 2                          | 6  | 5                           | 1                           | 0                           | 21                          | 1                           |                             |
| Англия 2014       | Финал                      |                            | 5                          | 3                          | 2                          | 0                          | 10                         | 1                          | 3  | 3                           | 0                           | 0                           | 13                          | 2                           |                             |
| Исландия 2015     | Финал                      |                            | 5                          | 3                          | 2                          | 0                          | 13                         | 4                          | 3  | 3                           | 0                           | 0                           | 12                          | 0                           |                             |
| Беларусь 2016     | В процессе                 | В процессе                 | В процессе                 | В процессе                 | В процессе                 | В процессе                 | В процессе                 | В процессе                 | 0  | 0                           | 0                           | 0                           | 0                           | 0                           |                             |
| Чехия 2017        | Не начались                | Не начались                | Не начались                | Не начались                | Не начались                | Не начались                | Не начались                | Не начались                | -  | -                           | -                           | -                           | -                           | -                           |                             |
| Литва 2018        | Не начались                | Не начались                | Не начались                | Не начались                | Не начались                | Не начались                | Не начались                | Не начались                | -  | -                           | -                           | -                           | -                           | -                           |                             |
| ИТОГО             |                            |                            | 18                         | 11                         | 6                          | 1                          | 38                         | 14                         | 39 | 32                          | 5                           | 2                           | 169                         | 19                          |                             |

## Участие вЧемпионатах Мира(ЧМ)
| Организатор            | Этап                        | Место                | Игр                  | Победы               | Ничьи                | Поражения            | Мячи                 | Бомбардир            |                      |
| ---------------------- | --------------------------- | -------------------- | -------------------- | -------------------- | -------------------- | -------------------- | -------------------- | -------------------- | -------------------- |
| Новая Зеландия 2008    | ЧМ-2008                     | Не квалифицировалась | Не квалифицировалась | Не квалифицировалась | Не квалифицировалась | Не квалифицировалась | Не квалифицировалась | Не квалифицировалась | Не квалифицировалась |
| Тринидад и Тобаго 2010 | ЧМ-2010 - матч за 3-е место |                      | 6                    | 5                    | 0                    | 1                    | 13-6                 |                      |                      |
| Азербайджан 2012       | ЧМ-2012                     | Не квалифицировалась | Не квалифицировалась | Не квалифицировалась | Не квалифицировалась | Не квалифицировалась | Не квалифицировалась | Не квалифицировалась | Не квалифицировалась |
| Коста-Рика 2014        | ЧМ-2014 - финал             |                      | 6                    | 4                    | 0                    | 2                    | 15-5                 | 5 Накихари Гарсия    |                      |
| Иордания 2016          | ЧМ-2016 - в процессе        | х                    | х                    | х                    | х                    | х                    | х                    | -                    |                      |
| Итого                  | Итого                       | х                    | 12                   | 9                    | 0                    | 3                    | 28-11                |                      |                      |